# ホンオフェ
ホンオフェ（朝: 홍어회、日: 洪魚膾）は、朝鮮料理のひとつ。ホンオ（洪魚/홍어、こうぎょ）即ちガンギエイの刺身、あるいは切り身を壷などに入れて発酵を促進させた保存食で、アンモニアによる臭気が大変に強い。朝鮮半島南部ではカオリフェ（鱝膾/가오리회）とも称する。人を選ぶ料理であるが、産地では高級料理として扱われ、冠婚葬祭の際に供される料理となっている。

## 概要
韓国全羅南道の港町である木浦地域の郷土料理で、ガンギエイの切り身を壷の中でオガクズや堆肥の発酵熱を利用して4日ほど発酵させた保存食である。発酵が進むにつれて身が柔らかくなり、美味とされる。プサンやソウルなどでも食するが多くは軟骨が付いたエイの切り身（フェ、刺身）で、食感はコリコリとして風味はさっぱりとしたものが多い。長時間接触するとアンモニアが皮膚や粘膜を荒らすため、躊躇せず食べる必要がある。
マッコリはタクチュ（濁酒/탁주、だくしゅ）ともいい、熟成させたホンオフェと共に食することが通とされ、ホンタク（洪濁/홍탁、こうだく）と称する。ホンオフェと豚肉、キムチを一緒に包んで食べることをサマプ（三合/삼합、さんごう）と称する。
ホンオフェの原料となるガンギエイは、元々は韓国南西部の黒山島近海で採取されたものだったが、現在では主にチリ産の安価な輸入魚が多く使われるようになってきた。品質の良さでは、現在でも黒山島産のものが良いとされている。
口中で長くおくとアンモニアで口内粘膜が糜爛を呈する事例もみられるなど強い臭気で外国人や初心者に敬遠されるが、朝鮮半島南部では冠婚葬祭に欠かせない高級な料理である。
ニシオンデンザメやウバザメの肉を数か月間熟成させた、アイスランドのハウカットル (Hákarl) もアンモニア臭が強い発酵食品である。
日本語と朝鮮語との自動翻訳サービスによる機械的翻訳に起因し、日本語のウェブサイトで「ホンオフェの発酵促進に用いる堆肥は人糞である」と広く誤解された時期があった。

## 起源
軟骨魚類であるガンギエイは、他の動物のように排尿するのではなく、皮膚を通して尿酸を排泄する。
そのため発酵の過程でアンモニアが発生し、これが肉の保存に役立ち、独特の強烈な臭いを放つ。
発酵によるこの保存効果は、冷蔵技術が発達していなかった14世紀の高麗時代に、韓国の漁師たちによって発見され、長距離輸送や長期保存が可能で、塩分がなくても腐らない唯一の魚がガンギエイであることが知られた。

## 臭いの強さ
世界有数でアジア最強とされる強烈な臭気は、口に入れた状態で深呼吸すると失神寸前になるともされ、臭気は納豆の14倍、キビヤックの5倍である。
近年は日本のバラエティ番組で、スウェーデンのシュールストレミングに匹敵するアジアの臭い食品として扱われ、日本テレビのバラエティ番組『ワールド☆レコーズ』2004年7月4日放送分で取材陣が韓国の全羅南道にある木浦へ赴き、宴席でふるまわれたホンオフェを喜んで口に入れた現地の男性が涙しながら食す様子を描写して「食べた人にしかわからない爽快な刺激があるのだというが」と説明した。
臭い食べ物の代表例（食べ物の臭さの「順位付け」ではない）
Au: アラバスター単位、におい成分の成分量の単位である。においの強弱は、におい成分毎にヒトの感覚閾値との相乗値で評価され、純粋な「においの単位」ではない。

## 作り方
エイの肉を壺等に入れて冷暗所に置き、10日ほど発酵させるとエイの身に含まれる尿素などが加水分解されてアンモニアが発生して出来上がる。

## 参考書籍
- 小泉武夫 『地球を怪食する』 文藝春秋、1999年
- 小泉武夫 『くさいものにフタをしない』 新潮文庫、2008年
- 小泉武夫 『くさいはうまい』 文春文庫、2006年